# Fryderyk II (książę Górnej Lotaryngii)
Fryderyk II (ur. 997/9, zm. 1026/7) – książę Górnej Lotaryngii i Bar od ok. 1019 roku aż do śmierci jako koregent swojego ojca Teodoryka I.
Syn Teodoryka I i Richildy von Blieskastel, córki Folmara III, hrabiego Bliesgau. Miał brata Adalberta, biskupa Metz i siostrę Adelais, żonę Walerana z Arlon. Już za życia swego ojca był tytułowany księciem, choć prawdopodobnie nie samodzielnym. Zjednoczył się z Fulkiem III Czarnym z Andegawenii przeciw wojowniczemu Odonowi II z Blois. Sprzeciwił się w 1024 roku elekcji Konrada II Salickiego na cesarza i odmówił mu zaprzysiężenia wierności. Pozyskał dla sprawy kilku włoskich władców, którzy zaproponowali francuskiemu królowi Robertowi II Pobożnemu zajęcie Lotaryngii. Ten, choć odmówił, oblegał bezskutecznie Metz. Fryderyk planował dalszą kampanię, jednak niespodziewanie zmarł, nawet przed swoim ojcem. Nekrologi z Verdun Saint-Vanne poświadczają, że zmarł 17 lub 18 maja 1026 roku. Kolejnym koregentem Teodoryka I został jego małoletni wnuk, także Fryderyk, który objął władzę w 1027 lub 1028 roku.
Po roku 1011 ożenił się z Matyldą szwabską, córką Hermana II Szwabskiego i Gebergi, córki księcia burgundzkiego Konrada I Spokojnego, a także wdową po Konradzie I Karynckim. Jego szwagierką była królowa Niemiec Gizela Szwabska. Z tego małżeństwa miał trójkę dzieci:
- Zofię (ok. 1018 – 1093), hrabinę Bar i Pont-à-Mousson, żonę Ludwika, pana Montbéliard i Mousson;
- Beatrycze (ok. 1019 – 1076), żonę Bonifacego III toskańskiego, a następnie Gotfryda II Brodatego;
- Fryderyka (ok. 1017 – 1033), następcę ojca jako Fryderyk III;
- być może córkę Petronelę, żonę Bertolda I z Zähringen.